# MÁV IIIa
Die MÁV IIIa war eine Güterzug-Schlepptenderlokomotivreihe der Ungarischen Staatsbahnen (MÁV).
Für die steigungsreiche Strecke der ehemaligen Alföld-Fiumaner-Eisenbahn (Alföld-Fiumei Vasút, AFV) bestellten die MÁV dreifach gekuppelte Lokomotiven bei der Lokomotivfabrik der StEG, die größere Räder und höheres Gewicht hatten als die Maschinen der späteren Kategorie MÁV III.
Sie erhielten zunächst die Betriebsnummern  145–158, später die Kategoriebezeichnung IIIa und die Nummern 2201–2214. Ab 1911 wurden sie mit 338,001–014 bezeichnet.
Die MÁV unterzogen die Maschinen dieser Baureihe einem Umbau, infolge dessen die Länge über Puffer auf 15.097 mm anwuchs. Sie erhielten auch die lange ungarische Rauchkammer.